# Saint-Germain-le-Vasson
Saint-Germain-le-Vasson é uma comuna francesa na região administrativa da Normandia, no departamento Calvados. Estende-se por uma área de 9,36 km². Em 2010 a comuna tinha 953 habitantes (densidade: 101,8 hab./km²).